# Meriwether Lewis
Meriwether Lewis (18. srpna 1774 Ivy, Albemarle County – 11. října 1809 Grinder's Stand, Tennessee) byl americký cestovatel, voják a na sklonku života guvernér Missourského teritoria. Nejvíce se proslavil jako vedoucí Lewisovy a Clarkovy expedice, která vedla napříč Severní Amerikou, která byla první výpravou z východu na západ, až k břehům Tichého oceánu. Jedním z cílů expedice byl průzkum území Louisianského teritoria po jeho koupi.

## Životopis
V roce 1795 vstoupil do americké armády, kde působil do roku 1801. V roce 1801 byl jmenován osobním tajemníkem prezidenta Thomase Jeffersona. Když Spojené státy koupily od Francouzů teritorium Louisiany (mnohem větší území než současný stát stejného jména), začal prezident plánovat expedici napříč kontinentem. Lewis se stal vedoucím expedice, druhým vedoucím byl jmenován William Clark.
Po návratu z expedice žil v St. Louis. V roce 1807 byl zvolen guvernérem Louisianského teritoria, tuto funkci zastával až do své smrti 11. října 1809. Současní historici se přiklání k variantě sebevraždy zastřelením, přesto existují pochybnosti.

## Lewisův odkaz
Jeho jménem byla pojmenována horská květina Lewisie (rod Portulacaceae), Melanerpes lewis (datel červenolící), několik okresů (např. Lewis County) a měst (např. Lewiston) Severní Ameriky. Rovněž Společná základna Lewis-McChord nese jeho jméno.